# ピルビン酸デヒドロゲナーゼ (キノン)
ピルビン酸デヒドロゲナーゼ (キノン)（pyruvate dehydrogenase (quinone)）は、次の化学反応を触媒する酸化還元酵素である。
ピルビン酸 + ユビキノン + H2O {\displaystyle \rightleftharpoons } 酢酸 + CO2 + ユビキノール
組織名はpyruvate:ubiquinone oxidoreductaseである。
FADを結合するフラボタンパク質で、さらに補酵素としてチアミン二リン酸を要求する。細菌の細胞膜の内側表面に局在し、ユビキノンを介して呼吸鎖の一部を構成する。メナキノンは電子受容体として機能しない。脂質によって非常によく活性化する。アセトインを生成する場合もある。